# Atoloto Kolokilagi
Atoloto Kolokilagi est un homme politique français. Il est président de l'Assemblée territoriale des îles Wallis et Futuna de 2019 à 2020.

## Biographie
Il est élu président de l'Assemblée territoriale des îles Wallis et Futuna le 29 novembre 2019.